# Ludwig Uhland

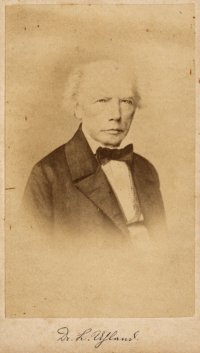
Ludwig Uhland (ok. 1862)

Johann Ludwig Uhland (ur. 26 kwietnia 1787 w Tybindze, zm. 13 listopada 1862 tamże) – niemiecki poeta, literaturoznawca, prawnik i polityk.

## Rodzina

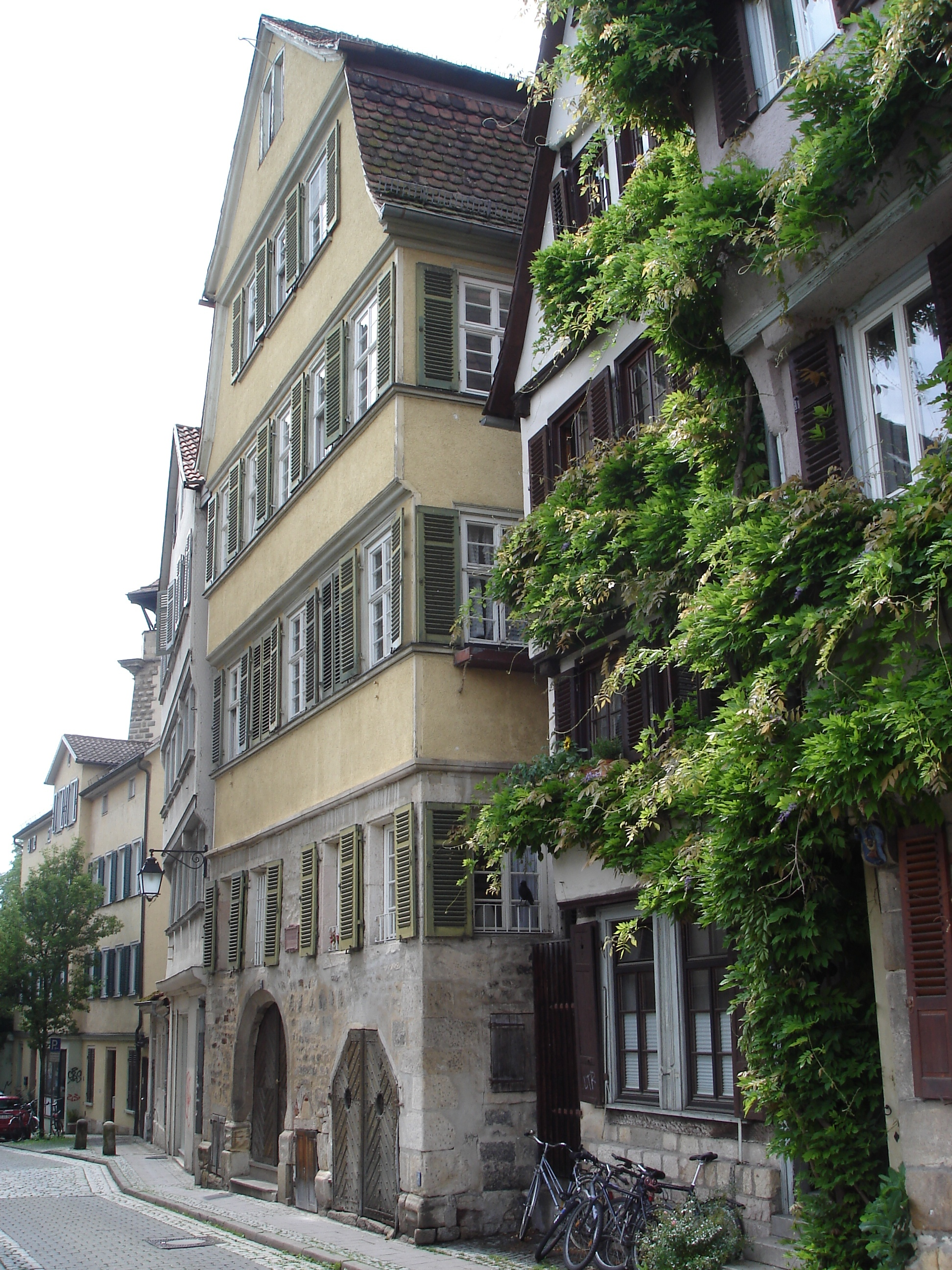
Dom, w którym urodził się L. Uhland (Neckarhalde 24)

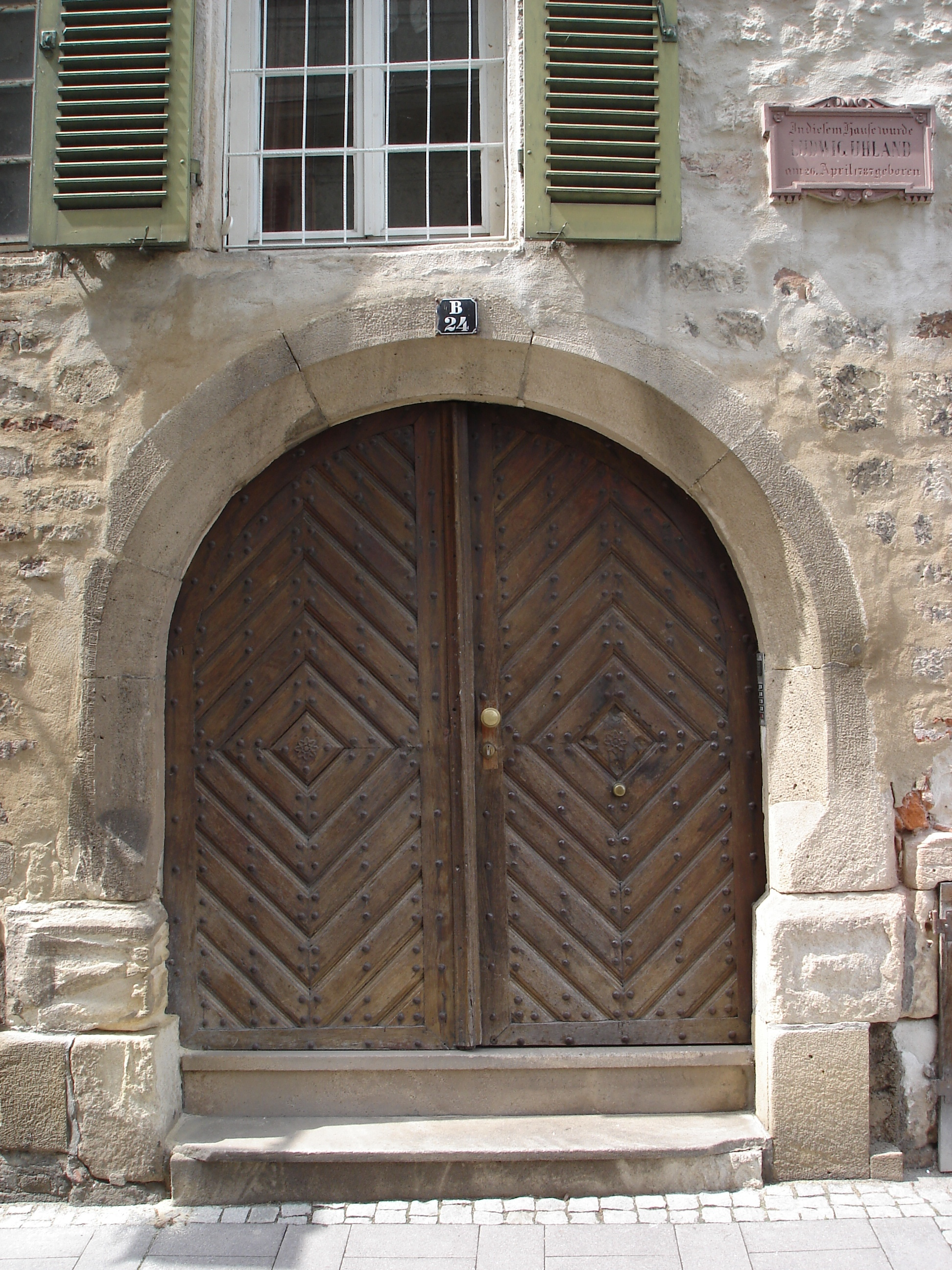
Drzwi wejściowe do domu urodzenia z tablicą pamiątkową

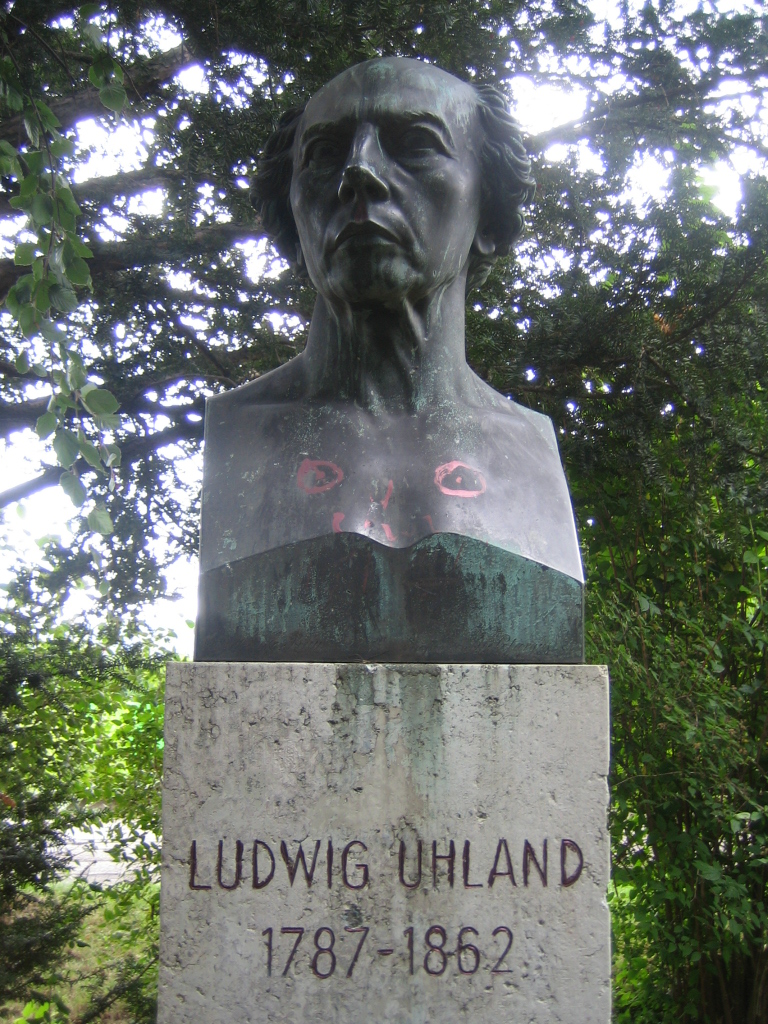
Pomnik Uhlanda w Stuttgarcie (projekt Ernst Rau, odlew Wilhelm Pelargus)

Johann Ludwig Uhland urodził się 26 kwietnia 1787 w Tybindze, w Księstwie Wirtembergia w rodzinie renomowanych uczonych, której drzewo genealogiczne znane jest od XIV wieku, od 1720 mieszkającej w Tybindze. Dziadek Ludwiga Ludwig Joseph Uhland (1722-1803) działał jako ewangelicki diakon (to znaczy osoba odpowiedzialna za pewne liturgiczne, duszpasterskie, ale głównie charytatywne zadania parafii) w Marbach i Tybindze; od 1761 był profesorem na Uniwersytecie Eberharda i Karola w Tybindze, najpierw historii, od 1776 teologii. Ojciec Johann Friedrich był sekretarzem uniwersyteckim. Matka Elisabeth z domu Hofer, pochodząca z Augsburga, uważana była za kobietę opiekuńczą i dobroduszną. Ludwig Uhland miał troje rodzeństwa, najstarszy brat zmarł wkrótce po urodzeniu, drugi w kolejności, Friedrich, zmarł w wieku dziesięciu lat na szkarlatynę. Młodsza siostra Luise (1795–1836) urodziła się dopiero po śmierci Friedricha.
Dom, w którym się urodził jest okazałym budynkiem fachwerkowym przy Neckarhalde 24. W kilka miesięcy później rodzina przeniosła się do domu dziadka ze strony ojca przy Hafengasse. Od 25. roku życia, w latach 1812–1830, Ludwig Uhland mieszkał w Stuttgarcie. Następnie powrócił do Tybingi, gdzie od 1836 mieszkał w okazałym klasycystycznym budynku przy Gartenstraße 1, leżącym naprzeciwko mostu na Neckarze u podnóża góry Österberg. Budynek ten został zniszczony 15 marca 1944 przez bombę lotniczą.
W roku 1820, w okresie, kiedy był adwokatem w Stuttgarcie, Uhland ożenił się z Emilie Auguste Vischer (ur. 15 maja 1799 w Calw, zm. 5 czerwca 1881 w Stuttgarcie), córkę zamożnego kupca z Calw, Johanna Martina Vischera, i jego żony Friederike Auguste Emilie Vischer, z domu Feuerlein. Ona umożliwiła Uhlandowi późniejszą finansowo niezależną pracę pisarską i polityczną, uczestniczyła w niej, a po śmierci męża napisała jego pierwszą biografię. Emilie Uhland przeżyła męża o 19 lat. Ich małżeństwo było bezdzietne.

## Studia i podróż
W latach 1793–1801 Ludwig Uhland uczęszczał do szkoły Schola Anatolica – ówczesnej szkoły łacińskiej w Tybindze. Wykazywał uzdolnienia językowe i stale otrzymywał dobre stopnie, tylko z matematyką miał przez całe życie trudności. Był często odwiedzany przez kolegów, bo jego matka nie chciała, żeby stał się samotnikiem.
W 1801 Uhland otrzymał stypendium na studia w Tübinger Stift, gdzie poświęcił się głównie tematom filologicznym. W roku 1805 rozpoczął studia prawnicze na tybińskim uniwersytecie. Nałożone na niego obowiązki wypełniał z nieustannym zapałem, wyróżniał się opanowaniem i zamiłowaniem do porządku. Pozostawał przy tym milczący i zachowywał rezerwę. Zmieniło się to dopiero, kiedy w roku 1804 do Tybingi przybył jako student medycyny Justinus Kerner. Obaj się zaprzyjaźnili. Wspólnie z innymi kolegami często wybierali się na dłuższe wędrówki. W tym czasie Uhland napisał kilka wierszy, jak np. „Die Kapelle“ (Kaplica, 1805). Podobne usposobienie i jednakowy kierunek pisarski połączyły Uhlanda z dalszymi przyjaciółmi Gustavem Schwabem i Karlem Mayerem. Liczne listy są dowodem, jak ciepłe i bliskie więzy łączyły szwabskich poetów. Wszyscy oni pozostali ze sobą w kontakcie przez całe życie.
1809 monarchia habsburska poprzez wojnę chciała zakończyć francuskie zwierzchnictwo nad Niemcami. W tym kontekście doszło do wybuchu powstania na Tyrolu, który Napoleon niewiele wcześniej przekazał Bawarii. Powstanie to, pod przewodnictwem Andreasa Hofera, zostało z trudem zdławione. Przez pewien czas zanosiło się na to, że także wojsko wirtemberskie zostanie wciągnięte w walkę po stronie Bawarii. W tym kontekście Uhland napisał wiersz Der gute Kamerad (Dobry przyjaciel), do którego później (1825) Friedrich Silcher skomponował melodię. Jako pieśń był on często śpiewany – aż po czasy narodowego socjalizmu – a jego wymowa przeinaczana w sensie zrywu patriotycznego i wychwalania wojny. Tekst Uhlanda daleki jest temu, opowiada – trzeźwo i porywająco – o przyjacielskiej wierności w czasie wojny. Wydarzenie, które Uhlandowi dało impuls do napisania wiersza, nie nadawało się zresztą do ojczyźnianego zachwytu, bo Niemcy walczyli w nim przeciwko Niemcom.
3 kwietnia 1810 r. Uhland obronił pracę doktorską z prawa. W miesiąc później wybrał się w podróż do Paryża. Podczas niej interesował się głównie francuskimi i staroniemieckimi tekstami. Zajmował się nimi w paryskiej Bibliotece Narodowej. Z punktu widzenia ojca głównym celem podróży miało być natomiast poznanie sytuacji prawnej we Francji. Tu po raz pierwszy ujawnia się rozdźwięk pomiędzy Uhlandem a ojcem i prawem, które nie było dla niego najważniejsze. 26 stycznia 1811 r. syn wrócił do Tybingi i otworzył wkrótce kancelarię adwokacką. Jednocześnie opracowywał wyniki podróży, w czym pomocny był mu Gustav Schwab ze swymi umiejętnościami.
W tym też czasie (21 marca 1812) powstał chyba najbardziej znany wiersz Uhlanda „Frühlingsglaube“. Romantycznym charakterem jego wersów i doborem lirycznych tematów (przyroda, średniowiecze) nie powinniśmy dać się zwieść, że ich autor tylko w ograniczonym sensie może być uważany za romantyka. Małomówność i trzeźwość Uhlanda przejawia się w jego wierszach, skłaniających się w mniejszym stopniu do zachwytów i wylewów uczuć niż do zwartego, plastycznego, precyzyjnego opisu faktów. Jego ton jest prosty i niepatetyczny, często przypominający pieśni ludowe, którymi zajmował się także naukowo. Dzięki temu Uhland stanie się poetą ludowym, którego tomiki poetyckie będą ciągle wznawiane i w Niemczech XIX w.. stanowić będą podstawę wyposażenia biblioteczki domowej.

## Stuttgart – rzecznik reprezentacji stanów

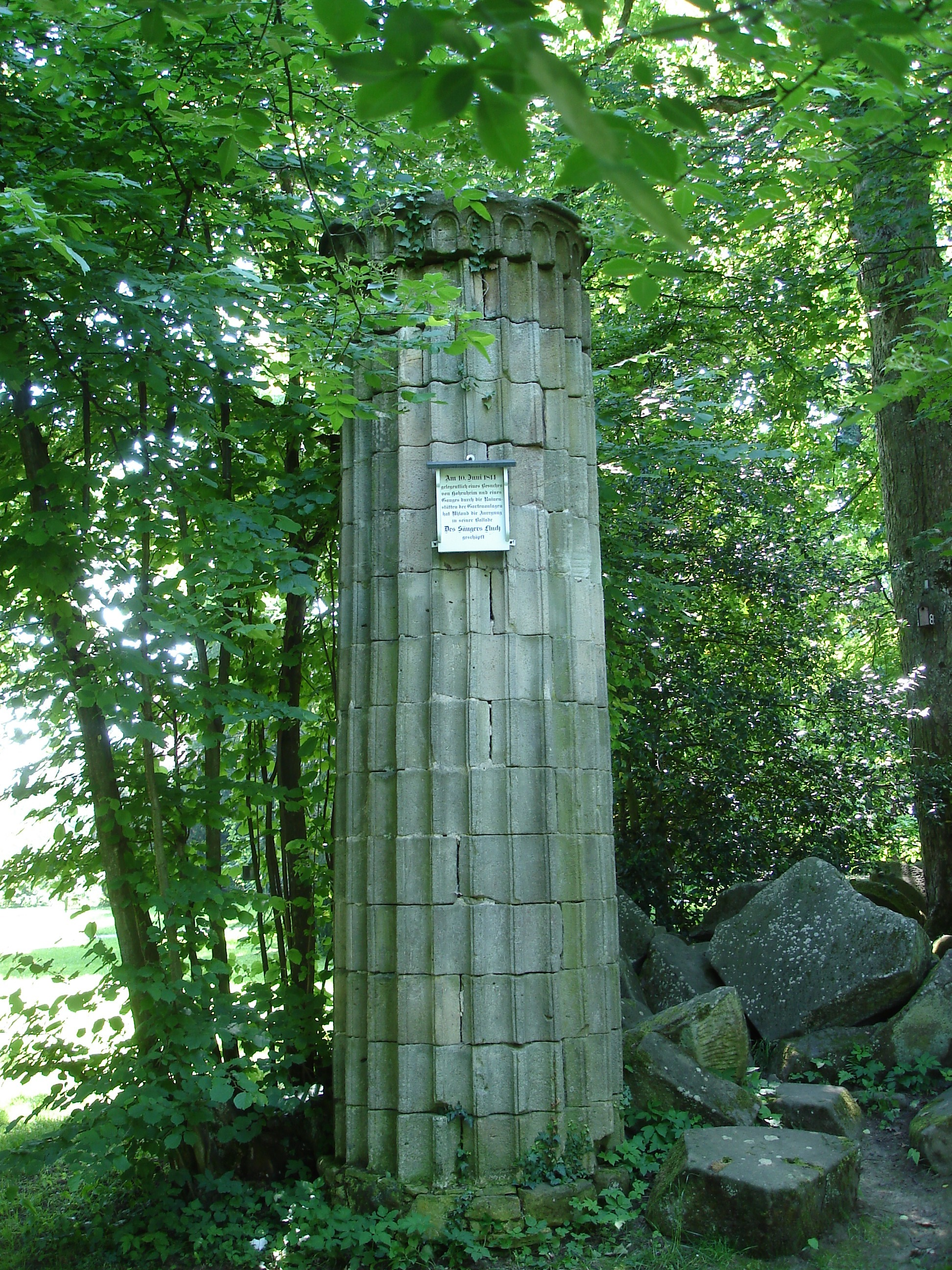
Kolumna Jupitera w parku pałacowym w Hohenheim, dla Uhlanda bodziec do napisania ballady Des Sängers Fluch

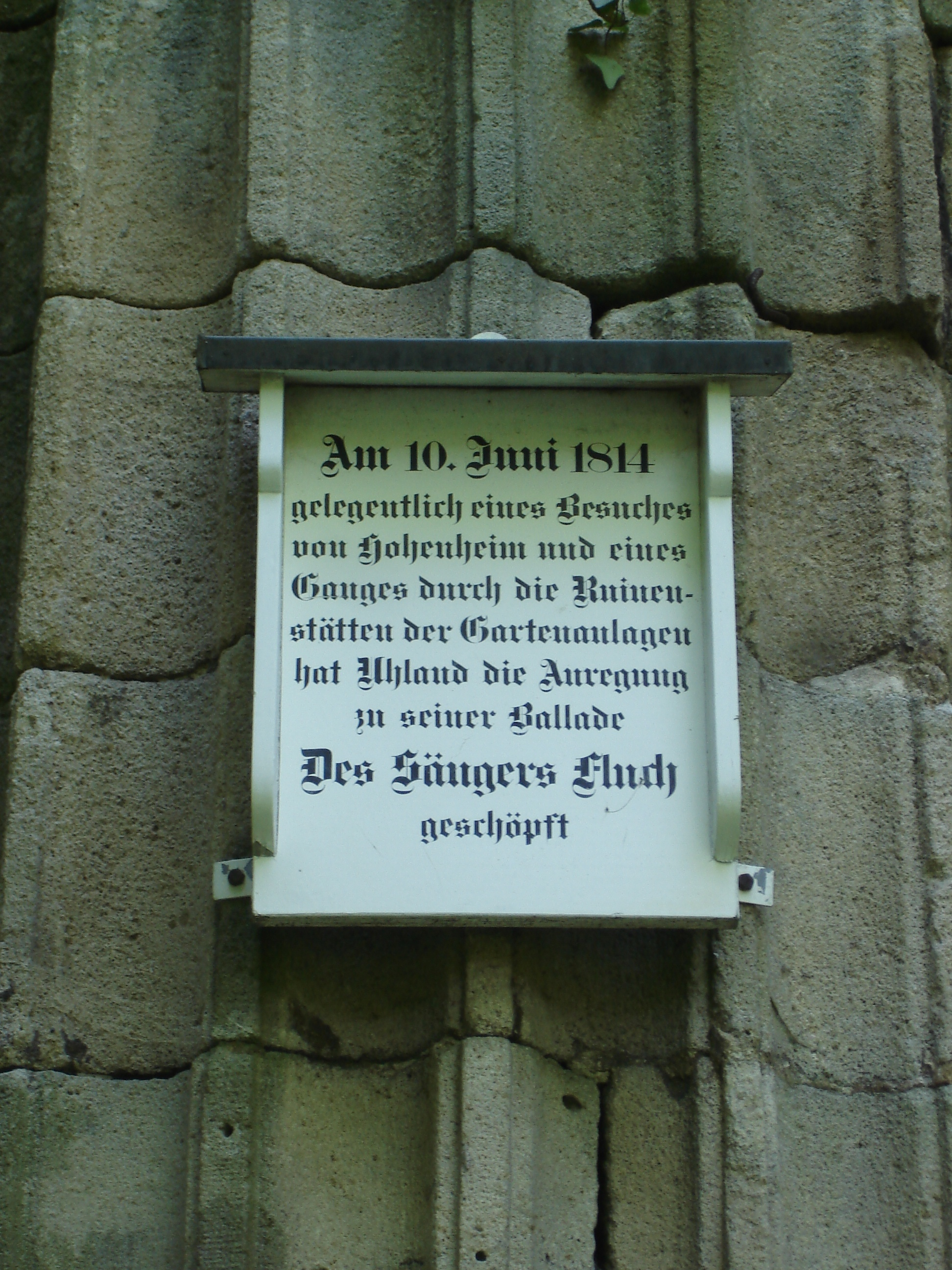
Tablica pamiątkowa na kolumnie Jupitera

Pod koniec roku 1812 Uhland zlikwidował kancelarię w Tybindze i przeniósł się do Stuttgartu. Uzyskał zatrudnienie jako drugi sekretarz ministra sprawiedliwości Wirtembergii, ale za to stanowisko nie było wynagrodzenia i w najlepszym razie mogło być ono traktowane jako odskocznia do późniejszej kariery.
We wrześniu 1813 r. Uhland otrzymał od dawna upragnione zaproszenie do stowarzyszenia studentów ’’Schattengesellschaft’’. Odtąd regularnie brał udział w spotkaniach i dyskusjach. 15 grudnia 1814 wymienia po raz pierwszy w dzienniku Emilie Vischer z Calw, swoją późniejszą żonę. Tego samego roku powstała jego najsłynniejsza ballada: „Schwäbische Kunde“ (Szwabska wieść). Ma ona tło historyczne: trzecia wyprawa krzyżowa, w której brał udział (i podczas której utonął) cesarz Fryderyk I Barbarossa. Uhlandowi chodzi jednak nie tyle o opis wydarzeń historycznych co o humorystyczne przedstawienie stosunków średniowiecznych. W późniejszym okresie czerpie jednak coraz częściej tematy swoich ballad z historii, głównie wczesnej historii Wirtembergii.
W okresie wojen napoleońskich księstwo Wirtembergia znacznie się powiększyło poprzez przyłączenie sąsiednich obszarów, głównie na południu – pomiędzy Dunajem a granicą szwajcarską; powierzchnia i liczba ludności podwoiły się. Powołując się na to, książę w 1806 r. zawiesił dotychczasową konstytucję Wirtembergii, opierającą się na współdziałaniu mieszczaństwa i kościoła w polityce kraju. Posunięcie to nie łamało prawa, ponieważ rozległe nowe obszary leżały poza zasięgiem dotychczasowej konstytucji. W celu możliwie efektywnego ich wcielenia do starej Wirtembergii należało wypracować nowe regulacje.
W roku 1815 Fryderyk I Wirtemberski, który pod zwierzchnią władzą Napoleona przyjął tytuł króla, zwołał powszechne zgromadzenie stanów, aby przedstawić projekt nowej konstytucji wirtemberskiej. Rozpoczęło to kilkuletnią walkę o ustalenia konstytucji, bo posłowie twardo upierali się przy starych regulacjach. Podczas tego zagorzałego sporu Ludwig Uhland 26 lipca 1815 stał się czołowym rzecznikiem stanów. Do walki o „stare prawo“ włączył także swoje zdolności poetyckie i napisał cały szereg wierszy, w których przedstawił zasady konstytucji odpowiadającej stanom. Jego wersy deklamowane były na licznych zebraniach i w ten jego popularność jako poety ludu dalej rosła.
Dopiero za panowania nowego króla Wilhelma I obrady nad konstytucją zakończyły się w roku 1819 kompromisem. Także i Uhland w końcu musiał przyznać, że ma ona wiele zalet: zatwierdzanie podatków poprzez Landtag i jego współdziałanie w ustawodawstwie, utworzenie trybunału konstytucyjnego, całkowita wolność prasy. Uhland nie mógł pogodzić się z podziałem Landtagu na dwie izby: stworzenie izby szlacheckiej obok zwykłej izby ludowej. Uroczyste ogłoszenie konstytucji 29 października 1819 w Stuttgarcie rozpoczęło się wystawieniem dramatu Uhlanda Ernst, Herzog von Schwaben (Ernest, książę Szwabii).
Już w maju 1817 r. Uhland rozwiązał swój stosunek służbowy: Powodami było to, że po pierwsze w dalszym ciągu odmawiano mu zapłaty, a po drugie nie czuł się dobrze na swoim stanowisku. Otworzył wtedy kancelarię adwokacką w Stuttgarcie. Ale i w ten sposób nie zarabiał wiele, bo przy nieśmiałym, małomównym usposobieniu nie był w stanie z powodzeniem reprezentować swoich klientów przed sądem. Nie jest więc przypadkiem, że większość swoich spraw prowadził jako obrońca ubogich i obrońca z urzędu. Dlatego też w tym czasie cierpiał na notoryczny brak pieniędzy.

## Poseł stuttgarcki

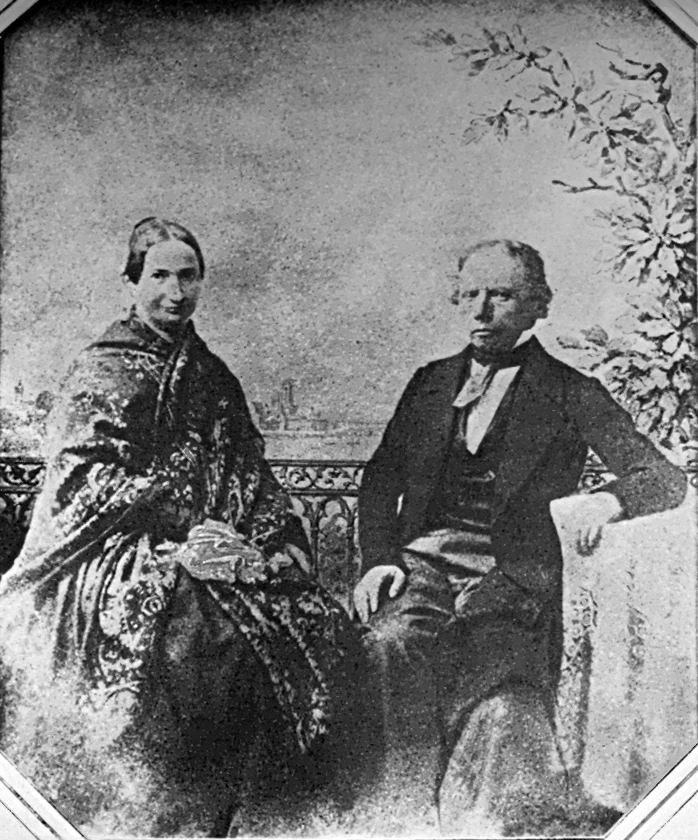
Ludwig i Emilie Uhlandowie sfotografowani w r. 1846 we Frankfurcie n. M. (według talbotypii Fritza i Julie Vogel

W końcu 1819 r. Uhland bez szczególnych starań z własnej strony został ponownie wybrany do Landtagu. W dzień po jego ukonstytuowaniu, 16 stycznia 1820 r. zaręczył się z Emilie Vischer, a 29 maja tego samego roku poślubił ją w stuttgarckim kościele Hospitalkirche. W podróż poślubną młoda para wybrała się do Szwajcarii, gdzie Uhland pogłębił swoją wiedzę z zakresu średniowiecznych rękopisów w bibliotece w Zurychu. Przy innej okazji młodzi małżonkowie odbyli dłuższą podróż po Schwarzwaldzie. Ruiny klasztoru Hirsau były dla poety inspiracją do wiersza (spisanego dopiero w roku 1829) „Ulmenbaum“ (Wiąz).
Uhland był posłem do Landtagu Wirtembergii do roku 1826. Był w tym zakresie, tak jak i w innych, niezwykle odpowiedzialny i w ciągu tego całego okresu był tylko raz nieobecny; w Landtagu pojawił się nawet w dniu swojego ślubu. Wkrótce jednak stwierdził, że większość posłów zbyt łatwo aprobowała zamierzenia rządu i że zainteresowanie sprawami politycznymi w społeczeństwie wyraźnie się zmniejszyło. On zaś skłaniał się raczej ku opozycji i dążył – bez powodzenia – do zwiększenia skuteczności kontroli pracy rządu. Tak więc z końcem kadencji wycofał się z pracy w Landtagu, by ponownie poświęcić się całkowicie pracy naukowej.

## Tybinga – profesor i poseł do Landtagu

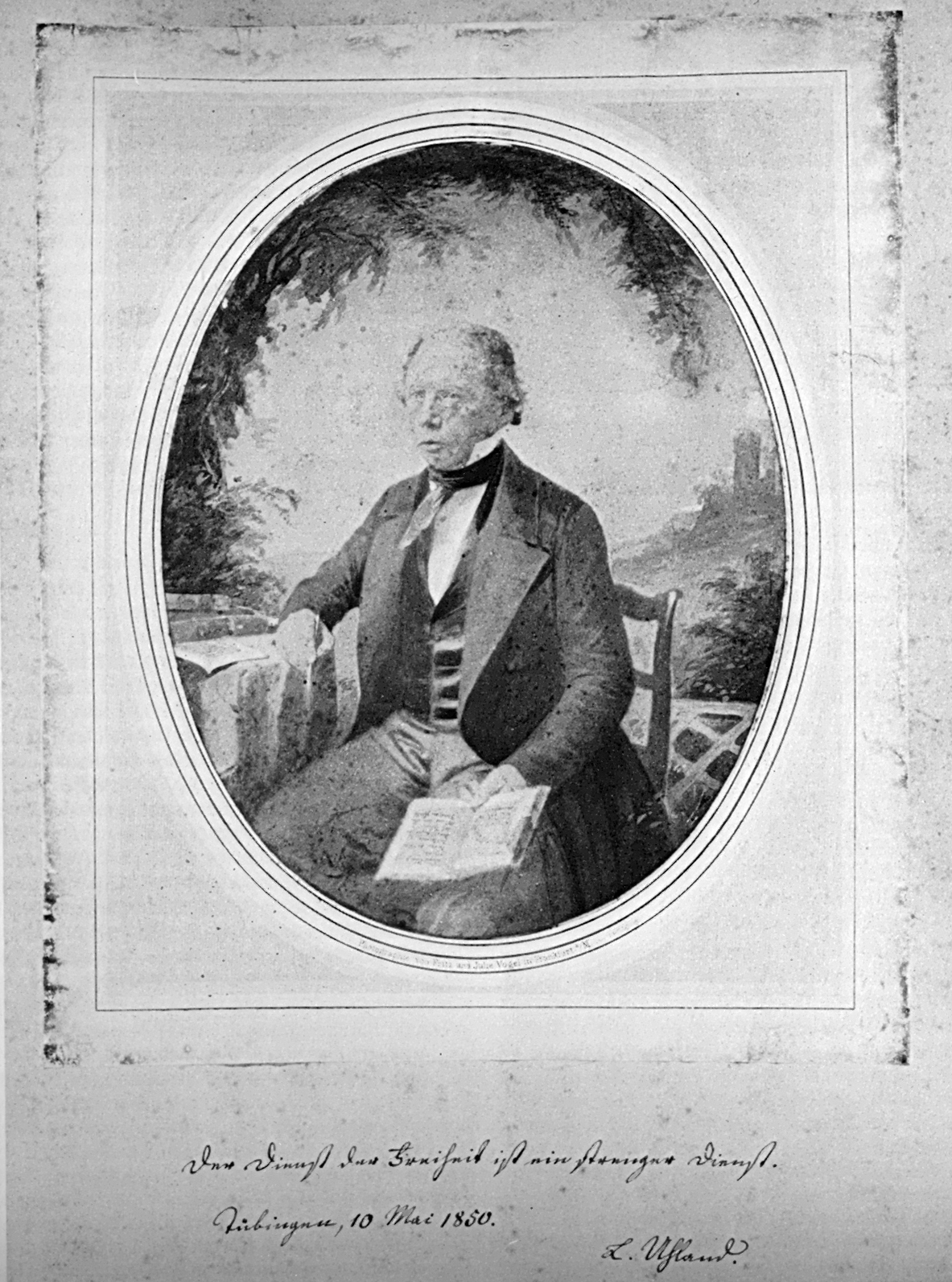
Ludwig Uhland sfotografowany we Frankfurcie n. M. w r. 1846 (talbotypia Fritza i Julie Vogel)

Starania Uhlanda o katedrę powiodły się dopiero w końcu 1829. Został mianowany profesorem języka niemieckiego i niemieckiej literatury na Uniwersytecie Eberharda i Karola w Tybindze. W kwietniu 1830 Uhland z żoną przeprowadził się ze Stuttgartu do Tybingi. Według pewnej anegdoty Uhland otrzymał przy wyprowadzce wieniec laurowy, który później powiesił na drzewie w lesie, bo według jego słów przyrodzie bardziej należało się takie wyróżnienie niż jemu. Wyróżnienia tego rodzaju nie godziły się z jego skromnością.
3 maja 1830 r. Uhland poprowadził swój pierwszy wykład. Studenci byli oczarowani jego osobowością. Czuli jego zafascynowanie tematami, z których wykładał. Uhland intensywnie pracował na polu germanistycznej mediewistyki i przyczynił się do sukcesu tej dyscypliny. Prowadziło to do intensywnej wymiany duchowej z mającym podobne zainteresowania Josephem von Laßbergiem.
Kiedy w roku 1832 zjawiła się u niego delegacja mieszczan za Stuttgartu, Uhland dał się namówić na ponowne kandydowanie do Landtagu. Nie prowadząc własnej kampanii wyborczej, został wybrany większością dwóch trzecich głosów. W związku z poważnymi konfliktami pomiędzy Landtagiem a rządem pracownicy państwowi będący posłami zostali pozbawieni przysługującego im dotąd urlopu na posiedzenia izby. Wskutek tego Uhland miał dylemat: musiał wybierać pomiędzy profesurą a pracą poselską. Wbrew własnej chęci, zdecydował się wytrwać w Landtagu, bo nie chciał ulec szantażowi politycznemu. W ten sposób utracił ukochaną pracę na uczelni w Tybindze.
Uhland był posłem do Landtagu do roku 1838. Znów znajdował się po stronie mniejszości, która nie mogła przeforsować swoich propozycji zmian, a wskutek tego politycznie niewiele mogła zdziałać. Uhland stale opowiadał się za większą oszczędnością i chciał wyraźnie zmniejszyć wydatki na wojsko. Stale głosował przeciwko projektom budżetowym rządu. Nasuwa się pytanie, czy stanowisko profesora nie umożliwiłoby mu osiągnięcie większego wpływu. W Landtagu rzadko zabierał głos, ale jeśli się wypowiadał, to przeważnie na tematy zasadnicze. Kiedy pewnego razu bardzo pobożny szlachcic zaproponował, by każde posiedzenie izby stanów rozpoczynać modlitwą, godnie się uniósł i powiedział : „Uważam, że Bogu bardziej się spodoba, gdy każdy z nas pomodli się w domowym zaciszu niż wszyscy razem w Izbie.“ Taka rzutkość słowa nie pasowała do jego powszedniej małomówności. W tym zakresie jego żona musiała przypuszczalnie wiele wycierpieć. Wbrew powiedzeniu, że każda rzecz ma dwie strony, stwierdziła kiedyś, że zna rzecz, która ma zawsze jedną stronę: listy jej męża.
W owym czasie bezdzietne małżeństwo Uhlandów zdecydowało się przyjąć do siebie bratanka/siostrzeńca oraz syna zmarłego przyjaciela. Aby powiększonej rodzinie zapewnić wygodne życie domowe, Uhland kupił dom przy Gartenstraße naprzeciwko mostu na Neckarze; działka obejmowała także duży ogród owocowy. Wkrótce dokupiono jeszcze winnicę z domkiem. Tu Uhland pracował latem na świeżym powietrzu nad swoimi zbiorkami i rozprawami naukowymi. Małżeństwo Uhlandów podejmowało liczne podróże po całych Niemczech i krajach sąsiednich. Większość z nich poświęcona była badaniom naukowym, zbieraniu źródeł jak również spotkaniom z ważnymi autorami. Podróże umożliwiały mu, prowadzenie badań w różnych bibliotekach naukowych nad dotąd mu nieznanymi rękopisami. Kiedy Uhland w roku 1838 wycofał się z życia politycznego, zaczął pracować jako nauczyciel prywatny.
Z równą powściągliwością co w życiu prywatnym Uhland odnosił się do publikacji wyników swoich badań z zakresu germanistycznej mediewistyki. Ciągle mu się wydawało, że większość jego prac jeszcze nie nadaje się do druku. Ciągle odsuwał publikację, aż inni, na przykład Wilhelm Grimm lub Karl Lachmann, go wyprzedzili i w ten sposób pozbawił się większości oddziaływania, jakie osiągnąłby przy bardziej odważnym działaniu. Kiedy po jego śmierci opublikowano spuściznę, wiele rzeczy było już przestarzałych.

## Poseł niemieckiego parlamentu narodowego

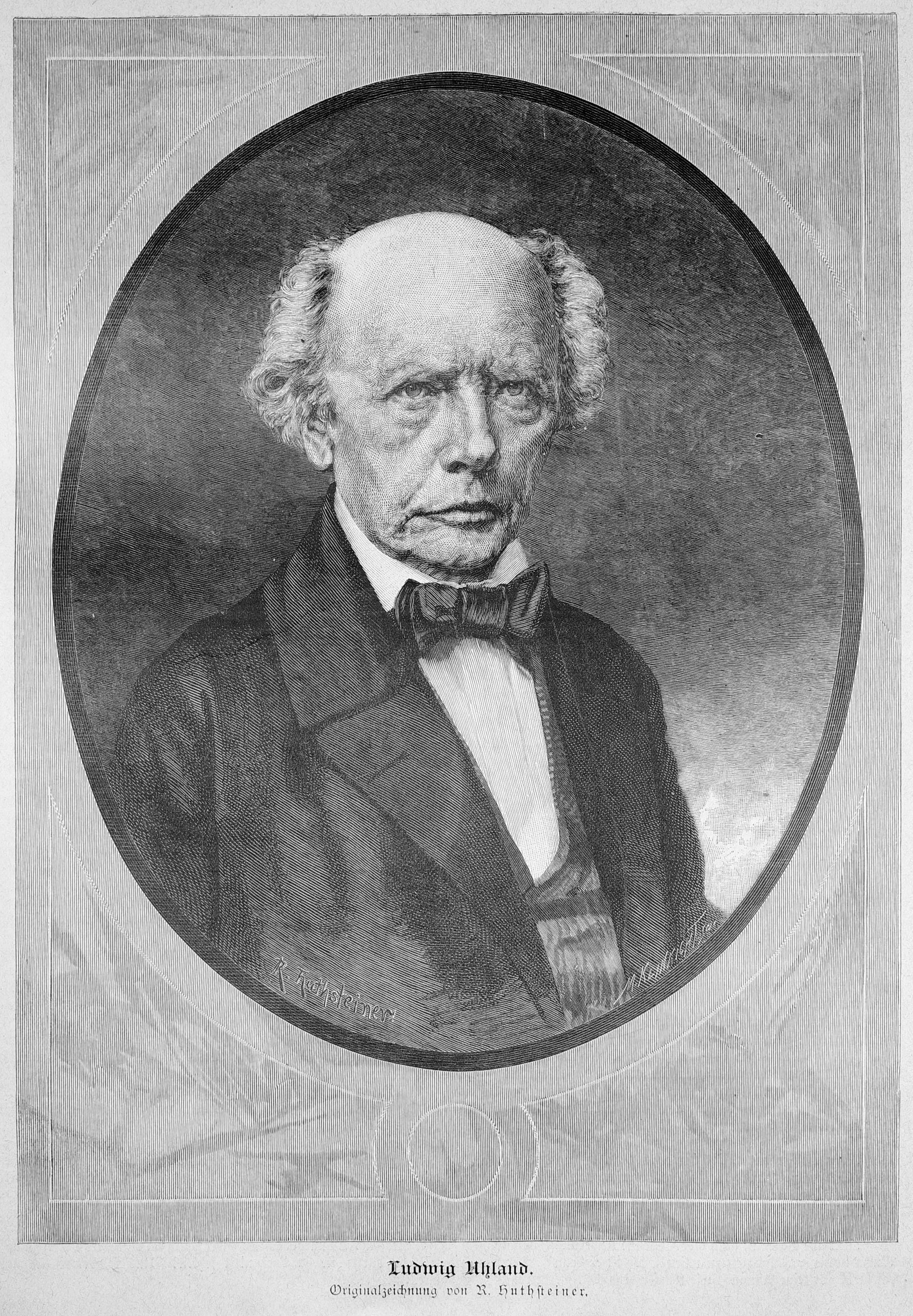
Ludwig Uhland 1887 (Litografia R. Hutsteinera w Die Gartenlaube, 1887)

Po dziesięciu latach życia poświęconego pracy naukowej w zaciszu Uhland powrócił jeszcze raz na scenę polityczną. W rewolucyjnym roku 1848 został wybrany przez mieszkańców rodzinnej Tybingi większością 90 procent głosów na posła parlamentu frankfurckiego, który obradował we Kościele św. Pawła we Frankfurcie. Nie należąc do żadnego ugrupowania politycznego, był tam związany raczej z lewym skrzydłem tak zwanych „Demokratów“. Podczas ciągnących się miesiącami obrad na temat konstytucji nowej Rzeszy Niemieckiej pozostawał w roli samotnika – tylko z rzadka zgłaszał się do zabrania głosu, a jego wystąpienia były krótkie.
Uhland jasno rozpoznał, że powodzenie dzieła, jakim miało być stworzenie niemieckiego państwa narodowego opartego na demokracji, było kwestią siły. Stawiając na porozumienie z niemieckimi książętami, za czym opowiadała się większość posłów, Parlament w Kościele św. Pawła osłabiał własną pozycję. W celu stworzenia równowagi Uhland aprobował uzbrojenie ludu. Poza tym opowiadał się za likwidacją uprzywilejowania szlachty.
Tylko dwa razy wygłosił dłuższe mowy. Jedna z nich dotyczyła sprawy dla niego najważniejszej, połączenia wszystkich Niemców, łącznie z niemiecką Austrią w granicach wspólnego państwa. Za koncepcją „wielkoniemieckiego“ państwa narodowego opowiadał się nawet wtedy, gdy wskutek stłumienia rewolucji w Austrii została ona pozbawiona racji bytu. Habsburgowie nie byli bowiem skłonni do podziału swej wielonarodowej monarchii. Chcieli wprawdzie jedną nogą pozostać związani z Niemcami, ale nie chcieli by niemiecka Austria miała zostać wchłonięta przez niemieckie państwo narodowe. Dlatego też, siłą rzeczy, większość posłów (wbrew Uhlandowi) opowiedziała się w końcu za rozwiązaniem małoniemieckim.
Aby nie wykluczać późniejszego przystąpienia do federacji niemieckiej Austrii, Uhland opowiadał się przeciwko tworzeniu monarchii dziedzicznej, która – biorąc pod uwagę sytuację w roku1849 – trwale znalazłaby się w rękach Prus. Zamiast tego proponował powołanie wybieranego przywódcy Rzeszy, podczas gdy książęta mieliby w dalszym ciągu zachować swoje – wprawdzie nieco ograniczone – funkcje, niejako w tradycji dawnego niemieckiego królestwa elekcyjnego, co dla Uhlanda jako orędownika‚ starego dobrego prawa‘ było na wskroś konsekwentne. Jednak taka konstrukcja podczas obrad w Kościele św. Pawła nie miała żadnej szansy wobec konstytucyjnej monarchii dziedzicznej, formy państwa zyskującej w XIX w. coraz to większe poparcie.
Jednak wkrótce okazało się, że także pomysł cesarstwa dziedzicznego w rękach Prus spalił się na panewce, bo król Prus Fryderyk Wilhelm IV odrzucił zaoferowaną mu „demokratyczną“ koronę cesarską. Obrady w Kościele św. Pawła zakończyły się fiaskiem, posłowie Austrii i Prus zostali wezwani przez swe rządy do powrotu i wspólnie z wieloma innymi posłami z grona umiarkowanych liberałów opuścili Frankfurt. Demokraci pozostali w tak zwanym parlamencie kadłubkowym nawoływali społeczeństwo do czynnej akcji, by uchwaloną konstytucję uratować w ostatniej chwili. Tekst tej odezwy został sformułowany przez Uhlanda.
30 maja 1849 posłowie pozostali w parlamencie kadłubkowym postanowili przenieść miejsce obrad z Frankfurtu do Stuttgartu, aby być bliżej powstań południowoniemieckich. Kiedy tam na polecenie rządu Wirtembergii zamknięto salę obrad i posłowie całą grupą – na czele z Uhlandem – szli przez miasto szukając innego miejsca do obrad, zostali rozpędzeni przez wojsko. To był koniec pierwszego niemieckiego parlamentu narodowego i jednocześnie koniec działalności politycznej Uhlanda. W późniejszym okresie Uhland ograniczył się jedynie do sporadycznej krytyki wydarzeń politycznych.

## Powrót do Tybingi

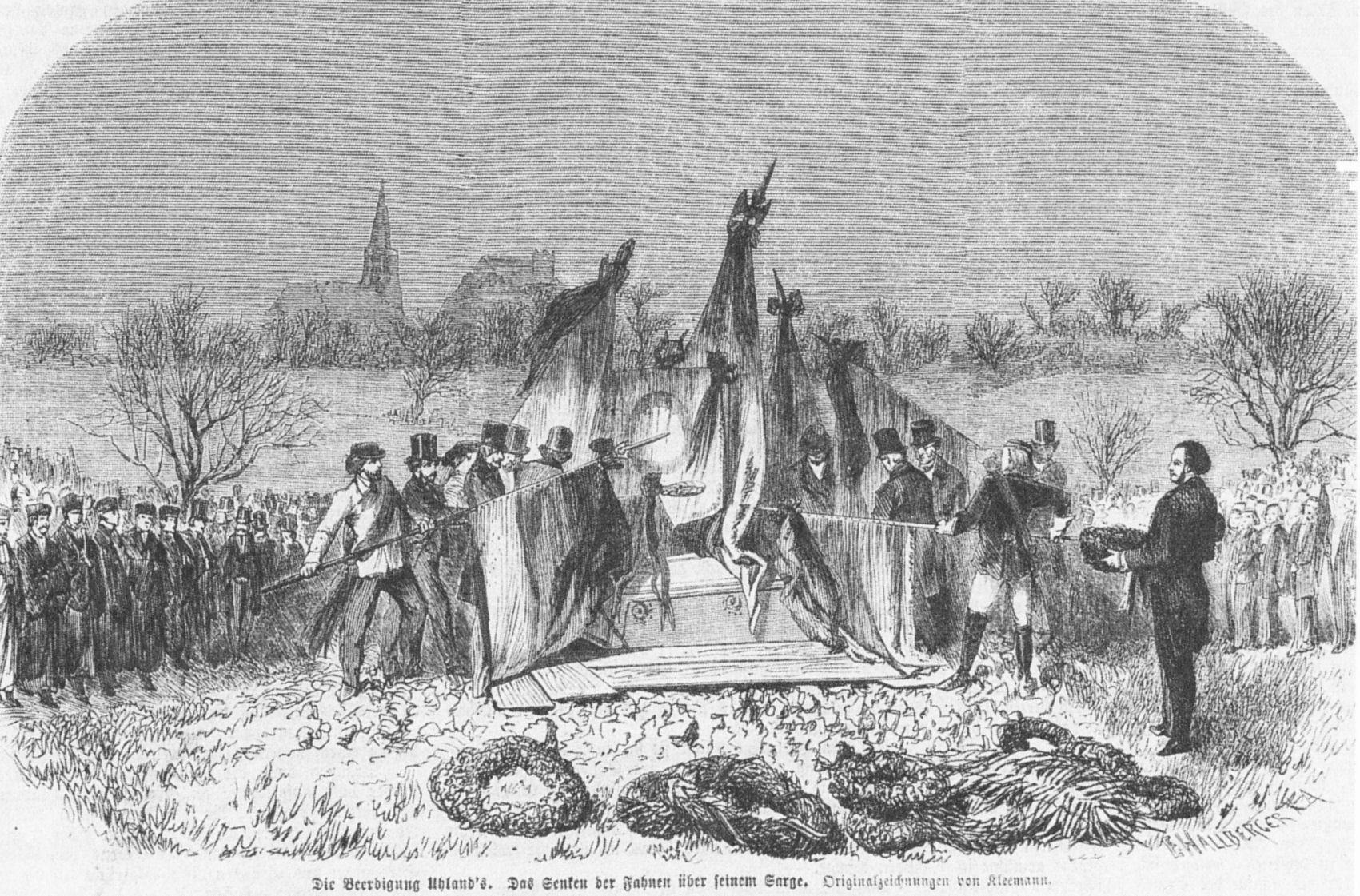
Pogrzeb Ludwiga Uhlanda na cmentarzu Miejskim w Tybindze

Uhland wrócił do Tybingi i ponownie zaczął pracować jako prywatny nauczyciel. Poświęcił się ponownie badaniom naukowym, zajmował się podaniami i podróżował. Dzięki staraniom Alexandra von Humboldta w Berlinie przyznano mu pruski order Pour le Mérite, którego Uhland nie przyjął, podobnie jak i Bawarskiego Orderu Maksymiliana za Naukę i Sztukę. Uhland krok po kroku wycofywał się z życia publicznego. Jego krąg przyjaciół przerzedzał się. Mając prawie 75 lat wziął udział w pogrzebie swego najlepszego przyjaciela, Justinusa Kernera, który zmarł 22 lutego 1862 r. w Weinsbergu. Podczas pogrzebu nabawił się przeziębienia, które już go nie opuściło.
26 kwietnia 1862 r. Uhland obchodził swoje 75. urodziny. Razem z nim świętowali wszyscy Niemcy, bo był od dla nich ucieleśnieniem dążenia do jedności narodowej i wolności. W całym kraju sadzono lipy i dęby poświęcone Uhlandowi. Tę popularność obok utworów lirycznych zapewniły mu jego prostolinijność, prawość i poświęcenie dla narodu, W ciągu ostatniego roku życia tybińska korporacja studencka „Germania“ zaoferowała mu wstęgę honorową, którą przyjął z radością.
Zbiór poezji Uhlanda (który ukazał się po raz pierwszy w 1815 roku) był wielokrotnie wznawiany i osiągnął za jego życia 42 wydania. Liczba ta dowodzi jego popularności, do której przyczyniły się także liczne kompozycje muzyki do jego słów kompozytorów takich, jak Johannes Brahms, Franz Liszt, Franz Schubert i Robert Schumann.
Szukając wzmocnienia sił latem przebywał w kąpielisku solankowym Jagstfeld (obecnie część Bad Friedrichshall), ale ten pobyt nie przyniósł mu oczekiwanej poprawy.
Ludwig Uhland zmarł 13 listopada 1862 i został pochowany na cmentarzu Miejskim w Tybindze. Jego grób zdobi klasyczny, skromny blok granitowy, w którym wykute jest jedynie jego imię i nazwisko z wieńczącą je rozetą. Zgodnie z życzeniem jego żony nagrobek Uhlanda porośnięty jest przez barwinek i otoczony jedynie bluszczem.

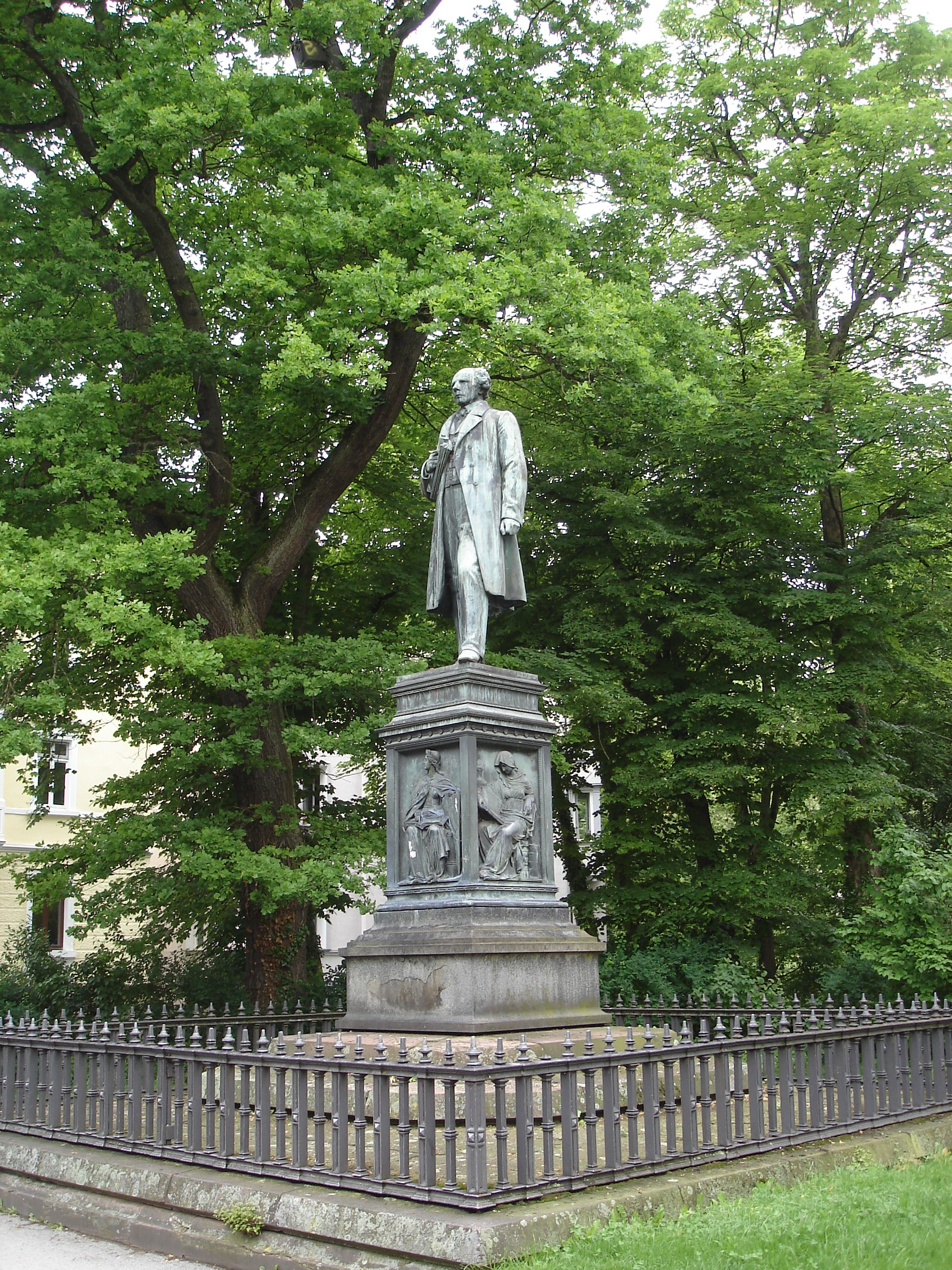
Pomnik Uhlanda w Tybindze

## Dzieła
- Gedichte (1815)
  - Die Kapelle (Kaplica)

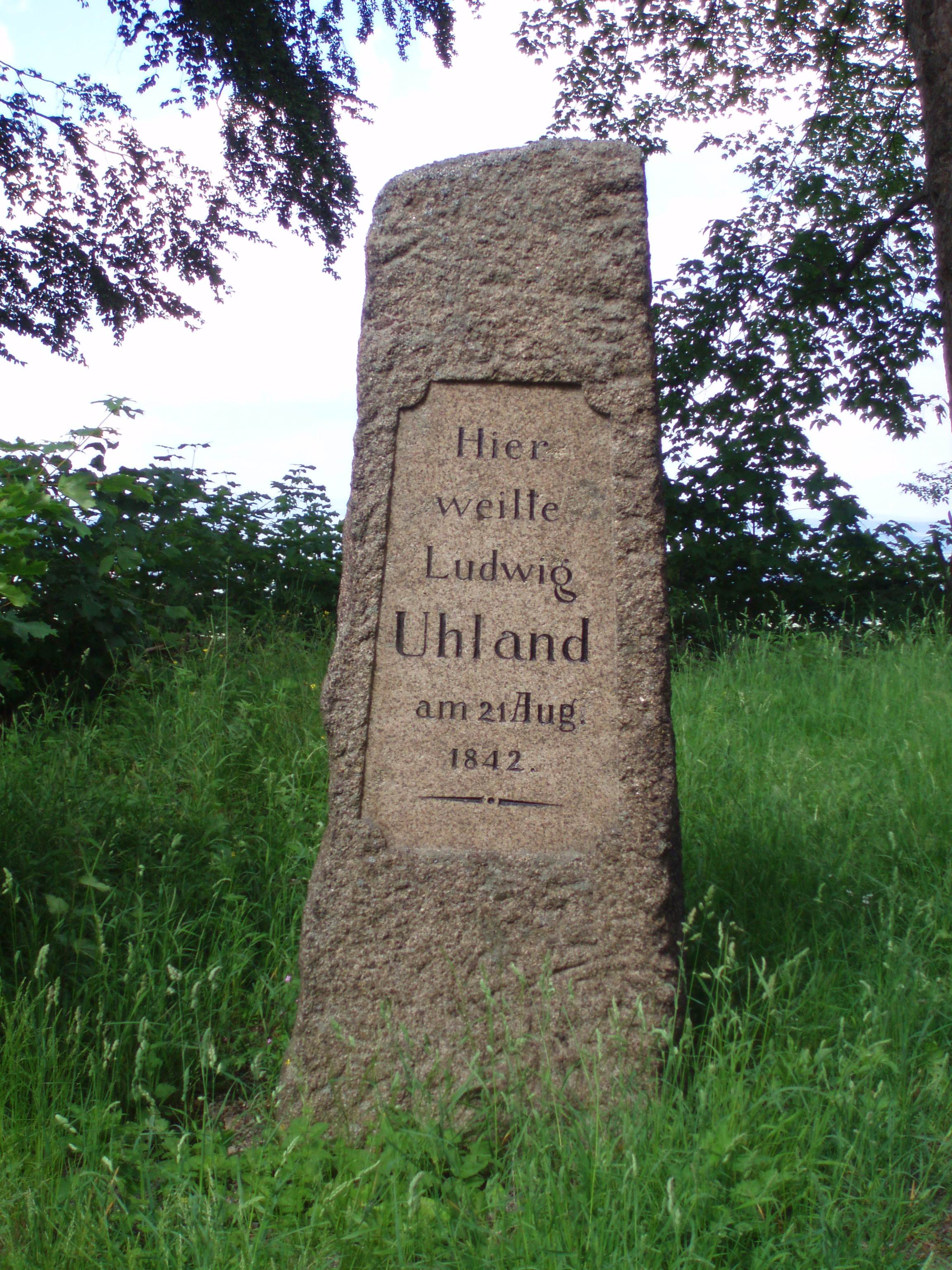
Kamień Uhlanda w Harzburgu

  - Der Wirtin Töchterlein (Córeczka gospodyni)
  - Frühlingsglaube ("Die linden Lüfte sind erwacht ...") (Wiosenna wiara)
  - Der gute Kamerad („Ich hatt' einen Kameraden ...“) (Dobry przyjaciel)
  - Einkehr („Bei einem Wirte wundermild ...“) (W gospodzie)
  - Freie Kunst (Wolna sztuka)
  - Ulmenbaum (Wiąz, 1929)
  - Schäfers Sonntagslied (Niedzielna pieśń owczarza)
  - Du kamst, du gingst mit leiser Spur (ewangelicka pieśń kościelna
- Des Sängers Fluch (Klątwa śpiewaka; ballada)
- Der Schenk von Limpurg (Podczaszy z Limpurga)
- Schwäbische Kunde („Als Kaiser Rotbart lobesam ...“) (Szwabska wieść, ballada)
- Das Schloss am Meer (Zamek nad morzem; ballada)
- Das Glück von Edenhall (Szczęście w Edenhall; ballada)
- Ernst, Herzog von Schwaben (Ernest, książę Szwabii; tragedia w 5 odsłonach, 1817)
- Ludwig der Baier (Ludwik Bawarczyk; widowisko w 5 odsłonach; 1819)
- Walther von der Vogelweide, ein altdeutscher Dichter (monografia, 1822)
- Der Mythos von Thor nach nordischen Quellen (Studia na temat mitologii nordyckiej, 1836)
- Sagenforschungen (1836)

## Opracowania
- Heinz Krämer: Louis Uhland am Neckar, an der Seine – und am Feuerbach. Ein Erinnerungsbuch an den Dichter und Demokraten Ludwig Uhland zum 100-Jahr-Jubiläum der Stadt Feuerbach im Jahre 2007. DRW-Verlag 2007, ISBN 978-3-87181-046-6
- Armin Gebhardt: Schwäbischer Dichterkreis. Uhland, Kerner, Schwab, Hauff, Mörike. Tectum, Marburg 2004, ISBN 3-8288-8687-6
- Victor G. Doerksen: Ludwig Uhland and the Critics. Camden House, Columbia, South Carolina 1994
- Hermann Bausinger (Hrsg.): Ludwig Uhland. Dichter, Politiker, Gelehrter. Attempto : Tübingen 1988
- Walter Jens: Unser Uhland. Nachdenken über einen vergessenen Klassiker, Tübingen 1987
- W. Scheffler: Ludwig Uhland 1787-1862. Dichter, Germanist, Politiker, Marbach 1987
- Hartmut Froeschle: Ludwig Uhland und die Romantik. Böhlau : Köln 1973